# José Roberto Torero
José Roberto Torero Fernandes Júnior est né à Santos, au Brésil, le 9 octobre 1963. C'est un écrivain, un cinéaste et un journaliste brésilien. 
Après des études de lettres et de journalisme à l'Université de São Paulo, José Roberto Torero publie plusieurs romans, dont O Chalaça, qui reçoit le prix Jabuti en 1995. Il écrit également pour le Jornal da Tarde et la revue Placar et travaille à plusieurs reprises pour le cinéma et la télévision.